# 帕特里克·弗里萨赫
帕特里克·弗里萨赫尔（德語：Patrick Friesacher，1980年9月26日—）是一位奥地利赛车手。他是红牛車隊效力最长的车手，并且在2005赛季的上半年为米纳尔迪车队参赛。

## 早期职业生涯
弗里萨赫尔2001~2004年参加F3000赛事，获得1站冠军。

## F1
2005年他参加F1.2005年美国大奖赛上发生罢赛风波，只有6辆赛车参加正式比赛.弗里萨赫获得最后一名及3个积分.由于交不起赞助费，他只参加了2005年的前11场比赛。

## A1
2006年他为A1奥地利队参加比赛，获得3个积分.在08~09赛季的A1测试中由于撞车,3根脊椎骨受伤。
1. ↑  . www.motorsport.com.   [2022-09-19]. （原始内容存档于2023-07-19） （英语）.